# Furacão Odile
Furacão Odile está empatado para o ciclone tropical mais intenso que fez desembarque na Península da Baixa Califórnia durante a era de satélite. Varrendo a península em setembro  de 2014, Odile infligiu danos generalizados, principalmente no estado da Baja California Sur, além de causar impactos menores no continente mexicano e no sudoeste dos Estados Unidos. O precursor de Odile desenvolveu-se em uma depressão tropical ao sul do México em 10 de setembro e rapidamente atingiu a força de tempestade tropical. Depois de vagar por vários dias, Odile começou a seguir para o noroeste, intensificando a condição de furacão antes de atingir rapidamente sua categoria 4 intensidades de pico do furacão em 14 de setembro O ciclone enfraqueceu ligeiramente antes de atingir a costa perto de Cabo San Lucas com ventos de 201 km/h (125 mph). Odile enfraqueceu gradualmente enquanto seguia por toda a extensão da Península da Baja California, cruzando brevemente o Golfo da Califórnia antes de degenerar em um sistema remanescente em 17 de setembro Esses vestígios seguiram em direção ao nordeste através do sudoeste dos Estados Unidos antes de não serem mais identificáveis em 19 de setembro
Inicialmente, o Centro Nacional de Furacões (NHC) previu que Odile seguiria para o oeste e evitaria a terra, pois ela faria uma curva para o mar. Conseqüentemente, os governos locais do sudoeste do México inicialmente publicaram pequenos alertas meteorológicos. As medidas cautelares na Península da Baja Califórnia começaram a sério depois que Odile inesperadamente tomou um curso direto em direção à península. Vários municípios declararam estado de emergência, abrindo 164 abrigos com capacidade total de 30.000 pessoas. Devido à ameaça imprevista de Odile, aproximadamente 26.000 turistas estrangeiros ficaram presos na península na época do desembarque.
No estágio de desenvolvimento de Odile, suas fortes chuvas e tempestades infligiram danos costeiros menores no sudoeste do México e três mortes em Oaxaca e Jalisco. Os impactos de tempestade mais significativos ocorreram na Península de Baja California, onde os danos totalizaram MXN $ 16,6 mil milhões ( US $ 1,25 mil milhão). Quedas de energia causadas pelos ventos intensos de Odile e pela chuva reduziram a eletricidade para 92% da população da Baja California Sur. Também ocorreram inundações severas, causando o aumento dos rios e a evacuação em massa de pessoas de áreas baixas e perigosas. Os remanescentes de Odile trouxeram chuvas e tempestades excepcionalmente fortes para o sudoeste dos Estados Unidos. No total, Odile causou a morte de 18 pessoas ao longo de sua existência de nove dias.

## História meteorológica
O furacão Odile originou de uma onda tropical que saiu da costa africana em 28 de agosto A atividade da chuva ao longo do eixo das ondas permaneceu mal organizada até cruzar a América Central em 3 de setembro. No dia seguinte, o Centro Nacional de Furacões (NHC) indicou a possibilidade desta onda se desenvolver em uma área de baixa pressão ao sul do México e posteriormente em um ciclone tropical. Em 7 de setembro, uma grande área de tempestades desenvolvida em associação com a onda; o amplo sistema progrediu lentamente para o oeste e gradualmente se organizou ao longo dos próximos dias. Às 00:00 UTC em 9 de setembro, uma superfície baixa desenvolvida cerca de 426 km (265 mi) sul-sudeste de Acapulco. Esta baixa tornou-se mais bem definida nas 24 horas seguintes, à medida que seguia para noroeste; o NHC determinou que o distúrbio se tornou suficientemente organizado para ser classificado como uma depressão tropical às 00:00 UTC em 10 de setembro. Um aumento contínuo nas tempestades e na organização levou o NHC a atualizar o sistema para o status de tempestade tropical seis horas após a formação, designando o sistema com o nome de Odile.
| Furacões mais intensos do Pacífico | Furacões mais intensos do Pacífico | Furacões mais intensos do Pacífico | Furacões mais intensos do Pacífico | Furacões mais intensos do Pacífico |
|                                    | Furacão                            | Ano                                | Pressão                            | Pressão                            |
| hPa                                | Furacão                            | Ano                                | inHg                               |                                    |
| ---------------------------------- | ---------------------------------- | ---------------------------------- | ---------------------------------- | ---------------------------------- |
| 1                                  | Patricia                           | 2015                               | 872                                | 25.75                              |
| 2                                  | Linda                              | 1997                               | 902                                | 26.64                              |
| 3                                  | Rick                               | 2009                               | 906                                | 26.76                              |
| 4                                  | Kenna                              | 2002                               | 913                                | 26.96                              |
| 5                                  | Ava                                | 1973                               | 915                                | 27.02                              |
| 5                                  | Ioke                               | 2006                               | 915                                | 27.02                              |
| 7                                  | Marie                              | 2014                               | 918                                | 27.11                              |
| 7                                  | Odile                              | 2014                               | 918                                | 27.11                              |
| 9                                  | Guillermo                          | 1997                               | 919                                | 27.14                              |
| 10                                 | Gilma                              | 1994                               | 920                                | 27.17                              |
| Fonte:                             |                                    |                                    |                                    |                                    |

A intensificação adicional foi desacelerada por causa do forte cisalhamento do vento, que fez com que o centro de circulação da tempestade fosse deslocado do volume da convecção. Devido à falta de correntes atmosféricas de direção na época, Odile assumiu um curso lento e sinuoso em direção ao oeste. O cisalhamento contínuo do vento causou a desorganização da tempestade tropical em 11 de setembro antes de diminuir em 12 de setembro, permitindo a reconstrução de tempestades sobre o centro de circulação de Odile. O cisalhamento do vento relaxado permitiu o crescimento de faixas de chuva intensas ao redor do ciclone tropical, bem como uma vazão melhorada no alto. No dia seguinte, Odile atingiu rapidamente um grande nublado central denso; de acordo com as estimativas de intensidade de satélite derivadas de Dvorak, o NHC atualizou a tempestade para a intensidade de furacão.
Ao ser classificado como furacão em 13 de setembro, Odile começou a acelerar em direção ao norte-noroeste na direção da Península de Baja California sob a influência de uma crista de nível médio reforçada sobre o Golfo do México e uma baixa de nível superior a noroeste. Após a formação de um olho, Odile iniciou uma fase de rápida intensificação. Odile atingiu a intensidade da Categoria 2 na escala de vento do furacão Saffir-Simpson às 00:00 UTC em 14 de setembro Seis horas depois, o ciclone atingiu a categoria 4 intensidades com ventos sustentados máximos de 230 km/h (140 mph) e uma pressão barométrica mínima de 918 mbar ( hPa; 27,11 inHg), uma pressão típica de um furacão de categoria 5. Na época, essa leitura de pressão estava empatada com a sexta menor já registada para um furacão no Pacífico Leste. Embora um aprofundamento adicional tenha sido previsto, fortalecimento se estabilizou depois disso, quando um ciclo de substituição da parede do olho, comum em furacões intensos, começou a seguir seu curso. Apesar do nivelamento de intensidade, um vôo de reconhecimento de aeronave da Força Aérea dos Estados Unidos observou uma pressão barométrica de 922 mbar (hPa; 27,23 inHg); esta medição foi a leitura de pressão mais baixa medida oficialmente ao longo da existência de Odile. No entanto, a erosão do núcleo interno do furacão devido ao ciclo de substituição da parede do olho resultou em um enfraquecimento gradual após o pico de intensidade. Ainda mantendo o seu curso noroeste com pouco desvio, Odile atingiu a costa perto de Cabo San Lucas às 04:45 UTC em 15 de setembro com ventos de 201 km/h (125 mph) e uma pressão central de 941 mbar (hPa; 27,79 inHg). As estimativas do vento ligam Odile ao furacão Olivia em 1967 como o ciclone tropical mais forte a mover para a costa da Baja California Sur na era dos satélites.
Apesar da presença de terra, apenas o enfraquecimento gradual ocorreu inicialmente depois que Odile fez landfall. No entanto, uma combinação de vento de sudoeste cada vez mais forte e o terreno montanhoso da Península de Baja California começou a afetar o furacão, enfraquecendo-o para uma tempestade tropical em 16 de setembro. Embora a convecção da tempestade estivesse diminuindo, Odile manteve uma aparência de satélite bem organizada e rajadas ocasionais de atividade de tempestade. Em 17 de setembro, uma crista próxima de nível médio dirigiu o sistema lentamente para o nordeste, movendo Odile para o Golfo da Califórnia como uma tempestade tropical moderada. Apesar das águas muito quentes, o surgimento de cisalhamento do vento e a interação com a terra compensou as condições favoráveis. Odile continuou a enfraquecer à medida que sua convecção acelerou para o nordeste no México e no sudoeste dos Estados Unidos. Depois de virar para o norte e depois para o nordeste em resposta a um vale de latitude média, Odile mudou-se para o interior sobre a parte norte do estado mexicano de Sonora perto de Alvaro Obregón como uma tempestade tropical marginal. Ao fazer isso, Odile se tornou a primeira tempestade tropical a atingir a costa ao norte de 30 ° N no México desde o furacão Nora de 1997.  Às 21:00 UTC em 17 de setembro, o NHC determinou que a tempestade tropical degenerou em uma área remanescente de baixa pressão no interior do noroeste do México. A circulação remanescente de Odile continuou a seguir em direção ao nordeste, entrando no extremo sudeste do Arizona às 09:00 UTC em 18 de setembro. Essa circulação se dissipou em 19 de setembro, logo a leste da fronteira entre o Arizona e o Novo México, deixando para trás uma grande quantidade de tempestades que persistiram na região pelos próximos dias.

## Preparativos

Loop de satélite de Odile chegando à terra em 15 de setembro

Logo após a designação, um alerta "amarelo" foi emitido para o oeste de Michoacán, enquanto um alerta "verde" foi emitido para o resto do estado, Colima e Jalisco. Enquanto isso, um alerta "azul" estava em vigor para Nayarit, Oaxaca e Guerrero. Em 11 de setembro, o Servicio Meteorológico Nacional emitiu um alerta de tempestade tropical de Lázaro Cárdenas a Manzanillo. O alerta foi gradualmente estendido para o norte conforme Odile paralelamente à costa, e foi brevemente atualizado para um aviso de tempestade tropical em 14 de setembro.
Às 09:00 UTC 13 de setembro, uma tempestade tropical foi declarada em La Paz, Baja California Sur até Santa Fe. Neste momento, todos os modelos dinâmicos mantinham este sistema longe da costa, então Odile era esperado para representar uma pequena ameaça para a área. No entanto, às 21:00 UTC, como a orientação mudou rapidamente para a esquerda, um aviso de tempestade tropical e alerta de furacão foi declarado para a porção sul da península. Às 03:00 UTC de 14 de setembro, um pouco menos de 26 horas antes de seu primeiro desembarque, um alerta de furacão foi declarado. Enquanto isso, a Península da Baja California foi colocada em alerta "vermelho" (máximo). Os avisos e alertas mencionados foram gradualmente estendidos para o norte conforme a tempestade avançava para o interior, antes de finalmente ser cancelada após a mudança para o interior do México continental em 17 de setembro.
Após a mudança repentina na trajetória projetada, um estado de emergência foi declarado em 14 de setembro em La Paz, Los Cabos, Comondú, Loreto e Mulegé. Em Cabo San Lucas, 2.100 os marinheiros foram escalados para iniciar as evacuações. Em La Paz, as aulas foram suspensas. Em toda a península, 164 abrigos foram abertos com capacidade para abrigar 30.000 pessoas, mas apenas 3.500 pessoas usaram esses abrigos.  Na época do desembarque, os hotéis no estado estavam em 46% de capacidade, igual a 30.000 turistas, 26.000 dos quais eram estrangeiros. Os portos de La Paz, Los Cabos, San José del Cabo e Loreto foram fechados. Cerca de 800 oficiais da marinha foram colocados em espera. A polícia com megafones andou por áreas vulneráveis em Cabo San Lucas pedindo às pessoas que evacuassem.
Grande parte do sul de Sonora foi colocada sob um alerta "amarelo", enquanto um alerta "verde" estava em vigor para a parte central do estado. Em 15 de setembro, o alerta "amarelo" foi atualizado para alerta "vermelho" enquanto as aulas eram canceladas em 34 municípios. Depois que Odile entrou no Golfo da Califórnia, um alerta "vermelho" foi declarado para Hermosillo. Um total de 214 pessoas foram evacuadas para abrigos em Sinaloa. Um alerta de tempestade tropical foi emitido de Huatabampito para Puerto Libertad às 09:00 UTC em 16 de setembro, antes de ser descartado 21 horas mais tarde.

## Impacto
| Tempestade | Temporada | Danos             | Ref.                        |
| ---------- | --------- | ----------------- | --------------------------- |
| Manuel     | 2013      | $4.2 mil milhões  | [ 44 ]                      |
| Iniki      | 1992      | $3.1 mil milhões  | [ 45 ]                      |
| Odile      | 2014      | $1,25 mil milhões | [ 46 ]                      |
| Agatha     | 2010      | $1,1 mil milhões  | [ 47 ]                      |
| Willa      | 2018      | $825 milhões      | [ 48 ] [ 49 ] [ 50 ] [ 51 ] |
| Madeline   | 1998      | $750 milhões      | [ 52 ]                      |
| Rosa       | 1994      | $700 milhões      | [ 53 ]                      |
| Paul       | 1982      | $520 milhões      | [ 54 ] [ 55 ] [ 56 ]        |
| Octave     | 1983      | $512,5 milhões    | [ 57 ] [ 58 ]               |
| Norman     | 1978      | $500 milhões      | [ 59 ]                      |

### México Ocidental
As fortes chuvas trouxeram inundações para Oaxaca que mataram duas pessoas; uma criança de nove anos foi arrastada por um rio e um funcionário da empresa foi atingido por um raio. Devido a uma combinação de ondas altas e ondas de tempestade, 69 edifícios em Acapulco sofreram danos, incluindo 18 restaurantes e uma parte de uma marginal panorâmica. Ao longo das praias de Nayarit e Colima, pequenos danos foram relatados. Na praia de Puerto Vallarta, duas pessoas morreram devido às ondas fortes.

### Península da Baja California

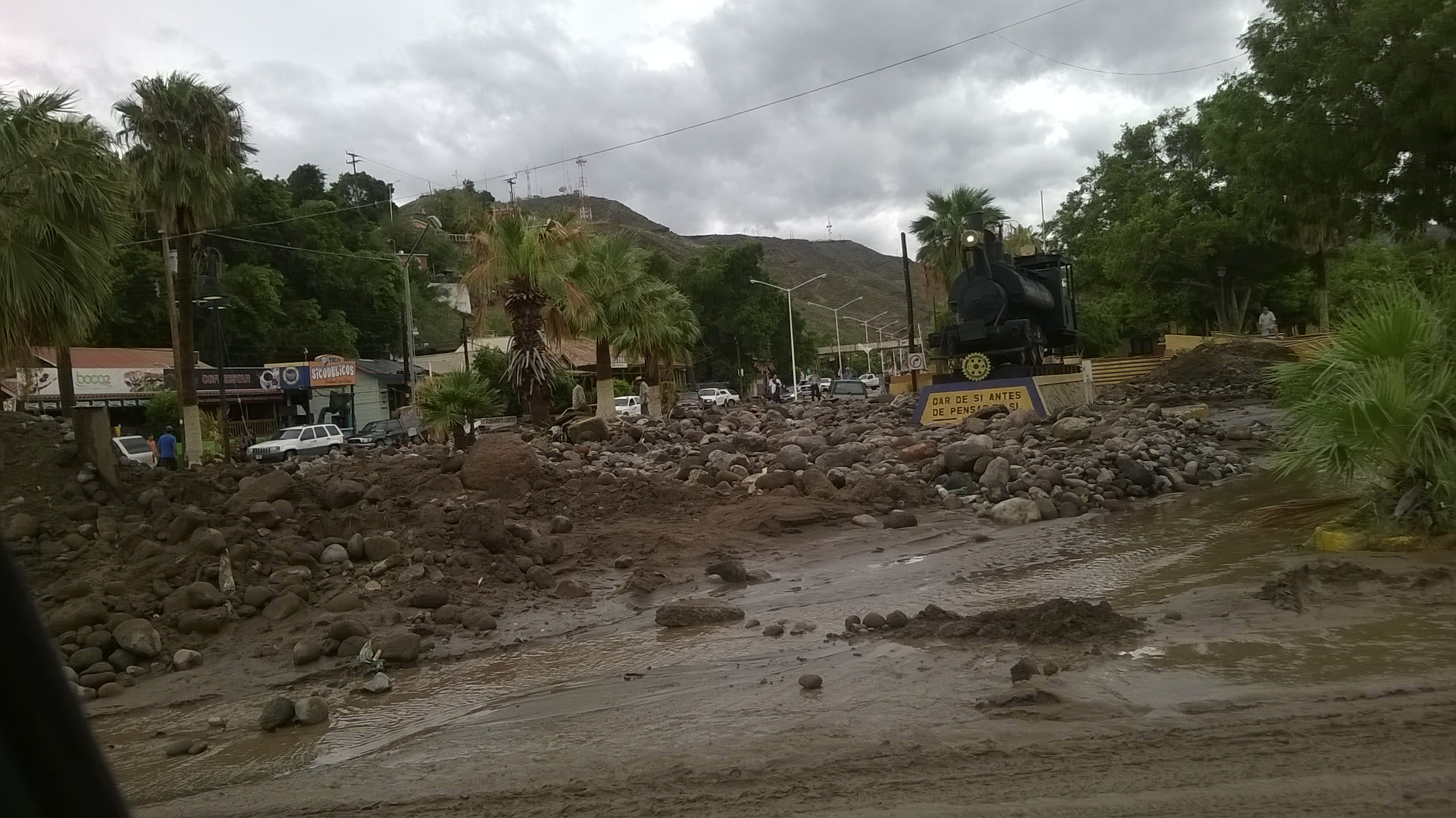
Danos em Santa Rosalía depois de Odile

Depois de atingir a costa como um grande furacão, Odile inundou grande parte da península da Baja Califórnia com pelo menos 100 to 150 mm (4 to 6 in) de chuva. Um total de precipitação máxima de 8,67 emnbsp;in (220 mm) ocorreu em Santiago, na Baja California Sur. Devido ao grande tamanho do furacão, ventos com força de furacão ocorreram em grande parte do estado da Baja California Sur, enquanto ventos com força de tempestade tropical cobriram praticamente toda a península. A estação meteorológica de Cabo San Lucas registou ventos máximos de 90 mph (140 km/h) e rajadas de 117 mph (188 km/h), junto com uma pressão mínima de 958,9 mbar (pHa, 28,32 inHg). Em outro lugar, a Bahia de Loreto relatou rajadas de vento de 125 mph (201 km/h), que foi a maior rajada de vento relatada durante a passagem de Odile. Um caçador de tempestades localizado um pouco a leste de Cabo San Lucas relatou uma pressão mínima de 943,1 mbar (pHa, 27,78 inHg); esta foi a pressão mais baixa registada durante a passagem do furacão. Devido às chuvas e ao vento, Odile causou danos generalizados à Península de Baja California.
Todos os voos de entrada e saída dos aeroportos de Cabo San Lucas, La Paz, Los Cabos e Loreto foram cancelados em 15 de setembro.  Um telhado do terminal em Los Cabos foi retirado e o telhado foi parcialmente destruído. Como resultado, aproximadamente 3.000-4.000 pessoas a bordo 44 voos ficaram presos. Embora as paredes internas do aeroporto de La Paz tenham sofrido danos, o aeroporto retomou as operações normais uma semana após Odile.  Em toda a península, 30.000 turistas ficaram presos, incluindo 26.000 de outras nações, principalmente dos Estados Unidos, Canadá e Reino Unido. Muitos dos presos foram evacuados para abrigos, embora um dos abrigos tenha desabado devido à superlotação.  Em 16 de setembro, muitos turistas foram transportados de avião para os aeroportos vizinhos, incluindo Tijuana, Mazatlán, Guadalajara e Cidade do México, embora uma pessoa tenha morrido em um voo de volta devido a um ataque cardíaco devido ao estresse causado pela tempestade.
A cidade de San José del Cabo sofreu graves danos com o furacão, onde o serviço de comunicação foi perdido e uma ponte foi severamente danificada. Lá, vários hotéis fecharam temporariamente, incluindo um que foi forçado a fechar até o final do ano. The Wild Canyon, um parque de diversões localizado entre San Jose del Cabo e Cabo San Lucas, foi de 80% destruído, incluindo um 1,082 ft (330 m) ponte suspensa longa. Em Cabo San Lucas, a leste de onde a tempestade atingiu o continente, muitas árvores e postes foram derrubados. Na costa de Cabo San Lucas, oito pescadores foram resgatados.

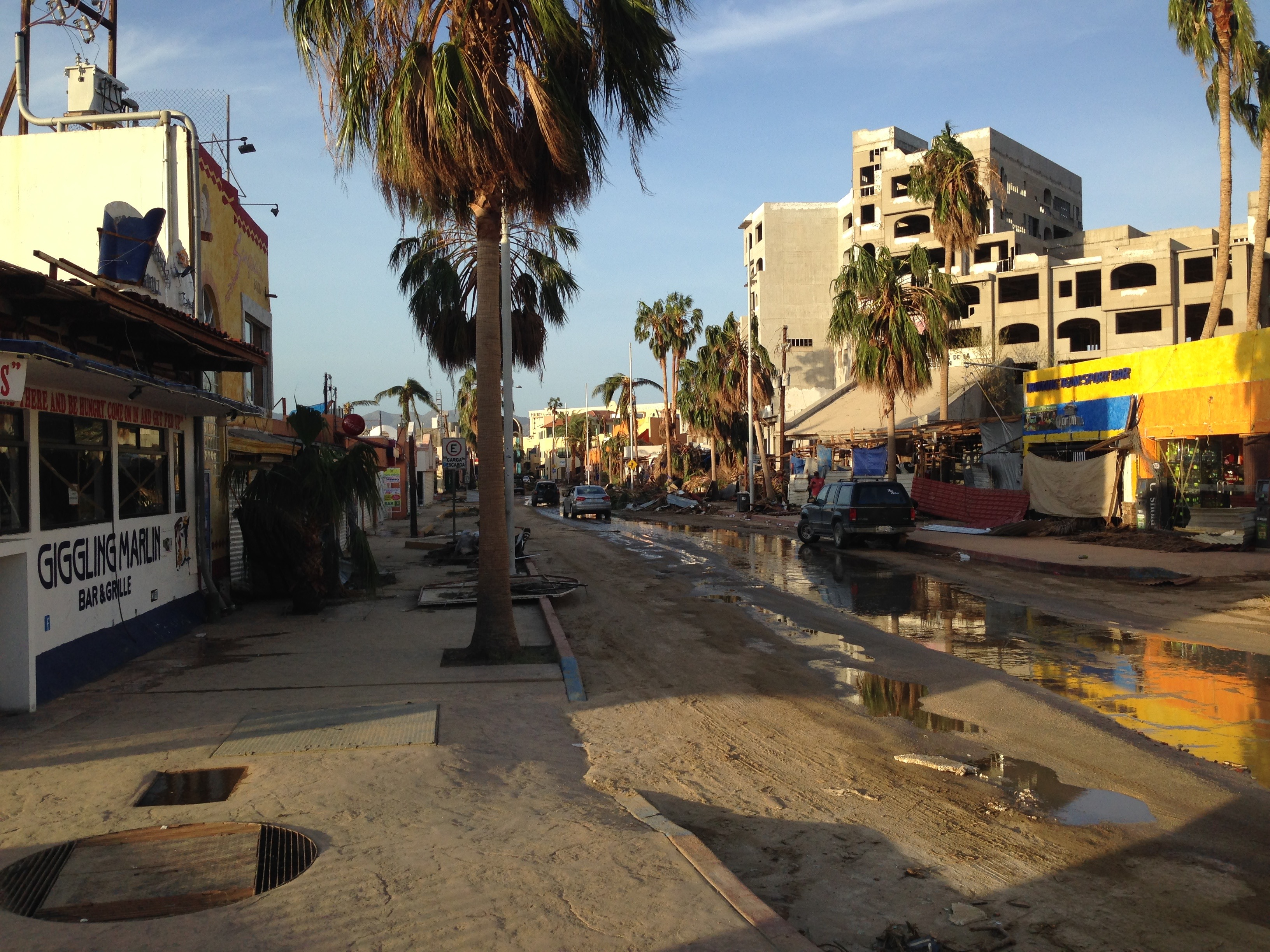
Bv. Paseo de La Marina em Cabo San Lucas na manhã seguinte ao furacão Odile

Ao longo do porto de La Paz, 22 barcos foram danificados. O Instituto Sucaliforniano del Deporte, um estádio esportivo em La Paz, sofreu grandes danos com o furacão. Em Vizcaino, 3.500 os trabalhadores agrícolas foram evacuados. A cidade de San Ignacio foi isolada devido ao fechamento de estradas. Consertos em pontes perto de Todos Santos e Puerto Chale totalizaram MXN $ 500 milhões (US $ 37,8 milhão). No lado oriental da península, na área da Bahía de Los Angeles, 90 famílias ficaram desabrigadas devido às enchentes 1 m (3.3 ft) profundidade. Essa cidade foi isolada quando o furacão destruiu a única estrada.

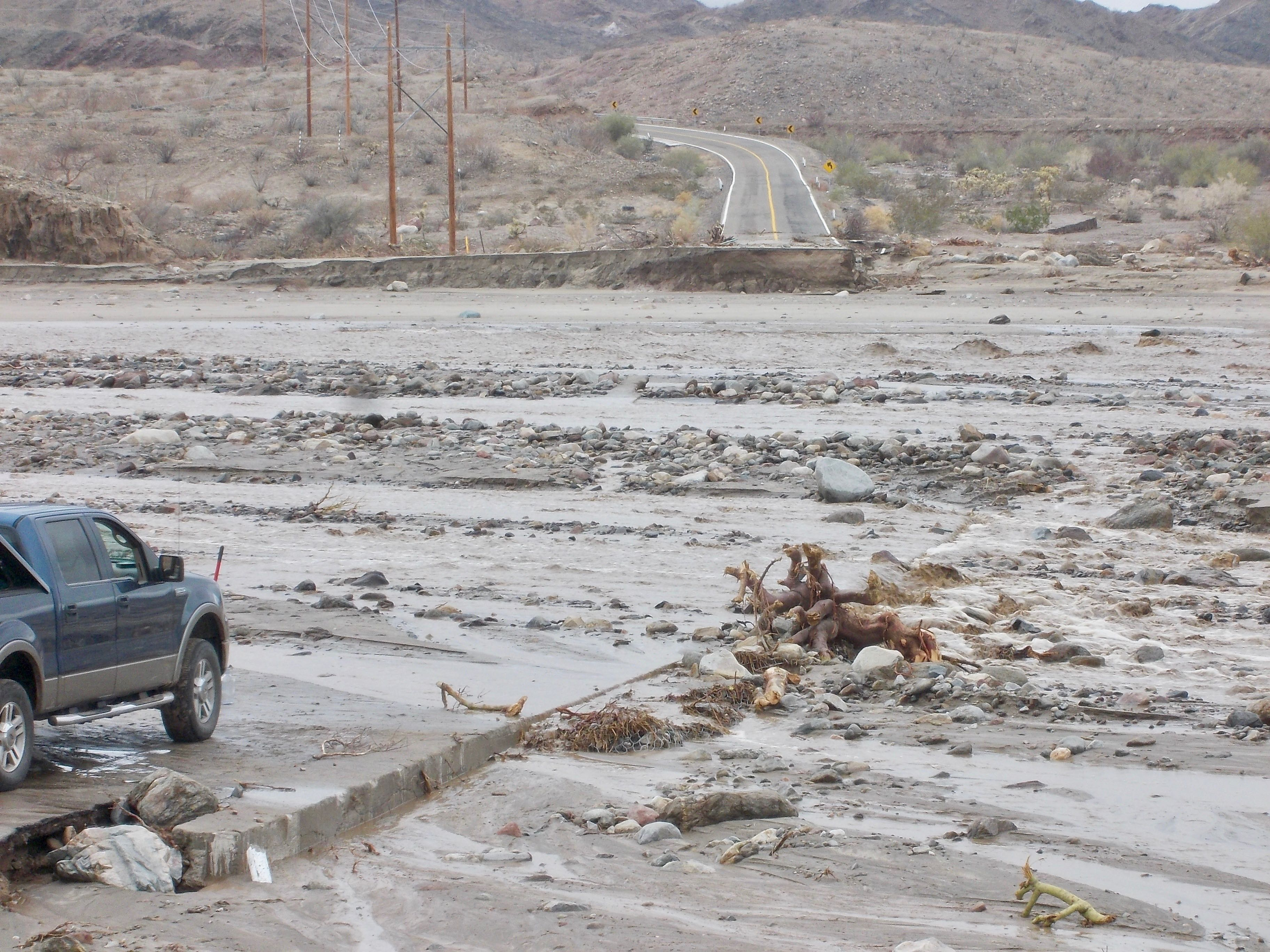
Danos na Rodovia Federal 12 que sai da Bahía de los Ángeles

Em toda a península, um total de 534 torres de transmissão e 700.963 postes de telefone foram derrubados; ambos os totais excederam os totais do furacão Manuel e do furacão Wilma. Consequentemente, pelo menos 239.000 pessoas ficaram sem eletricidade em toda a Baja California Sur sozinha, igual a cerca de 92% da população do estado. Todo o acesso à água potável em Baja California Sur foi cortado. Cerca de 30% de todas as safras da península foram destruídas. Odile infligiu dano a 10.000 casas, incluindo 1.800 dos quais foram destruídos. A maioria dos hotéis ao longo da porção sul do estado sofreu danos menores.  Pelo menos 479 escolas na porção sul da península foram danificadas.
Cinco pessoas morreram devido ao furacão na península,  incluindo um homem de 62 anos que morreu em Santa Rosalia, que morreu ao tentar atravessar um rio, um homem que morreu de ataque cardíaco em La Paz, e um executivo de mineração sul-coreano cujo carro foi varrido devido a uma inundação. No geral, mais de 11.000 as pessoas foram evacuadas de suas casas devido às inundações. Pelo menos 135 pessoas ficaram feridas. O dano total de Odile foi de MXN $ 16,6 mil milhões (US $ 1,25 mil milhões), com a maior parte dos danos provenientes dos setores de infraestrutura e agrícola da economia.

### Noroeste do México
Depois de fazer seu último desembarque, a tempestade trouxe fortes chuvas para a parte nordeste do país. Odile trouxe chuvas totais de 100 to 200 mm (4 to 8 in) em Sonora e na parte oriental de Chihuahua no México. O total de precipitação máxima observada foi de cerca de 9,17 pol. (233 mm) em Preca Cuauhtemoc, Sonora. Em Sonora, os danos foram menores e limitados a árvores caídas, telhados e placas. Em Monterrey, quatro pessoas morreram. Três das vítimas ocorreram em um carro que tentava atravessar um riacho, onde duas crianças também desapareceram.

### Estados Unidos
Mesmo que Odile ainda estivesse sobre o Golfo da Califórnia em 16 de setembro, a humidade de baixo nível à frente de Odile trouxe fortes chuvas em grande parte do sul da Califórnia, incluindo 20 mm (0.8 in) de chuva em uma hora no aeroporto de Montgomery Field. As tempestades mais fortes ocorreram no sul do Império Interior. Embora os totais das chuvas tenham sido geralmente baixos, eles foram suficientes para causar inundações isoladas nas ruas. Os ventos que os acompanharam derrubaram várias linhas de energia e numerosas árvores grandes em El Cajon, Mission Valley e Wildomar. No centro e no leste do condado de San Diego, Odile gerou várias tempestades excepcionalmente poderosas na região  Ventos fortes arrancaram árvores, derrubaram galhos, cortaram linhas de energia, esmagaram vários carros e derrubaram pelo menos um avião no Aeroporto Montgomery Field. A cidade de San Diego informou 30 edifícios danificados, além de pelo menos 12 cortes de energia relacionados a tempestades, resultando em mais de 60.000 clientes sem energia. Em todo o condado de Riverside, os danos totalizaram US$ 905.000.
No Arizona, Odile trouxe chuva moderada para a maior parte do estado, com pico de 84 mm (3.3 in) em Douglas. Além disso, o Picacho registou um pico de rajadas de vento de 75 mph (121 km/h). As fortes chuvas levaram a pequenas inundações nas ruas do condado de Navajo. Em Eloy, quatro armazéns foram destruídos e outros dois foram danificados. Na porção sul do estado, o Rio San Pedro derrubou a Rota 92 do estado do Arizona ao longo das Palominas e da ponte Hereford, fazendo com que ambas as pontes fossem fechadas, enquanto $ 30.000 em danos ocorridos quando o rio transborda sua margem perto de Mammoth. Na vizinha Bisbee, pequenas inundações ocorreram, resultando em $ 500.000 em danos materiais. Ao norte do estado, em Utah, um alpinista de 34 anos morreu devido a uma enchente no Parque Nacional de Zion.
No Novo México, um pico de precipitação total de 105 mm (4.13 in) foi gravado em Mogollon. A humidade da tempestade trouxe alívio significativo durante a seca para o sul do Novo México; grande parte do sudeste do Novo México estava livre de seca no final do mês. No entanto, a chuva, embora benéfica, não foi suficiente para eliminar mais de três anos de seca em outras partes do Novo México. No norte do Novo México, Odile trouxe muito pouca precipitação; os totais de precipitação foram abaixo da média em 20 de setembro14. Um passageiro se afogou no condado de Eddy  e um trabalhador do campo de petróleo morreu nas águas da enchente ao sul de Carlsbad.
Em todo o país, o maior total de tempestades foi 388 mm (15.26 in) em Gail, Texas. Lá, chuvas intensas resultaram em fechamentos de estradas, cortes de energia e avisos de enchentes. Em El Paso, houve inúmeros relatos de enchentes generalizadas, embora nenhum ferido tenha sido registado. Em Houston, chuvas fortes resultaram em pequenas inundações. Ao todo, duas pessoas foram mortas em todo o estado. Um xerife morreu depois que ela ficou presa pelas águas da enchente perto das margens do Lago Austin e uma mulher de 64 anos se afogou em uma enchente no nordeste de El Paso.

## Consequências

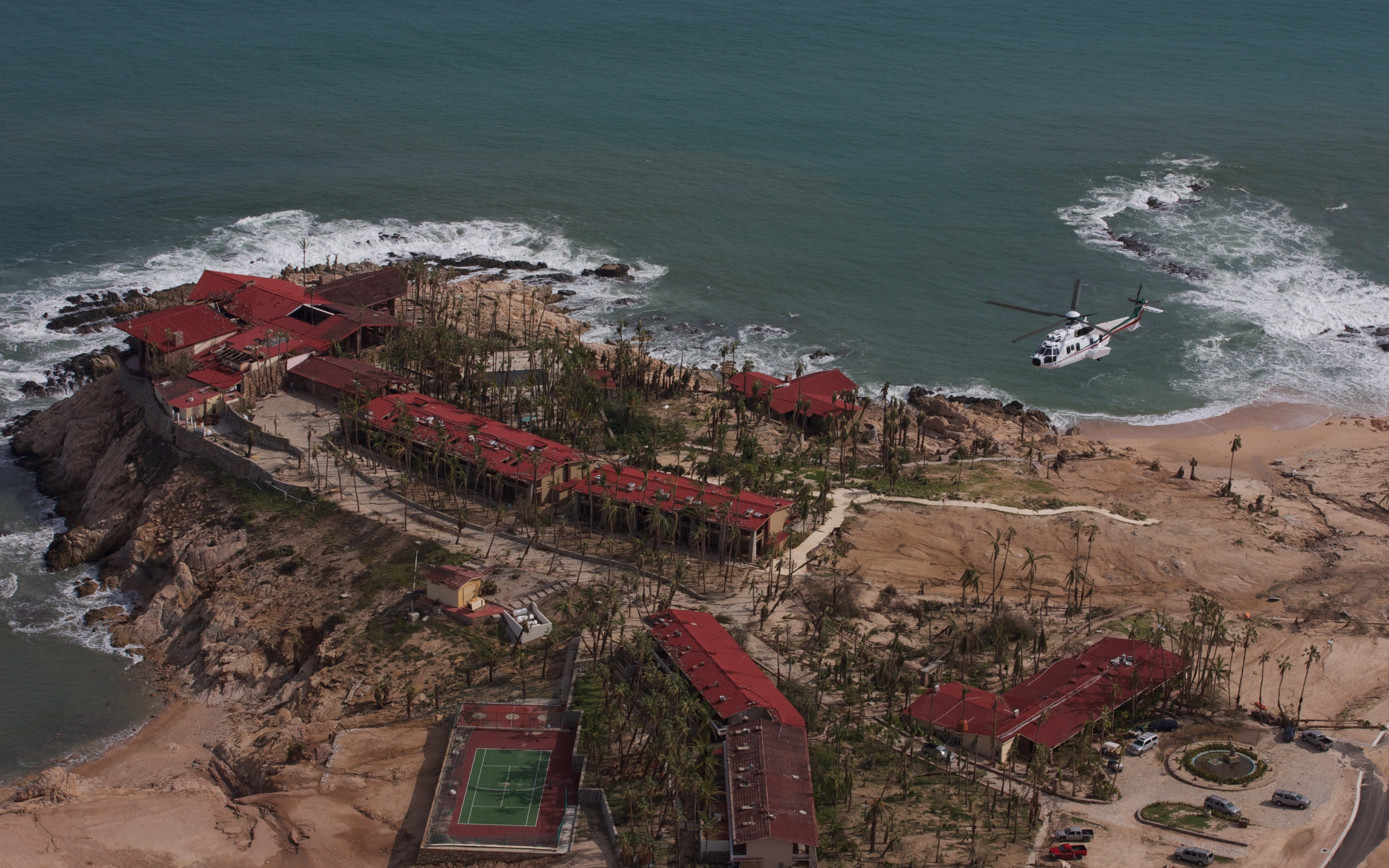
Ao longo da costa de Los Cabos na manhã seguinte ao furacão Odile

As autoridades estimaram que seriam necessários 10 dias para o aeroporto de Los Cabos reabrir totalmente. Na sequência, três pessoas foram presas devido a saques, Centenas de pessoas roubaram alimentos, água, televisores e outros bens em supermercados e até mesmo algumas residências em Cabo San Lucas e San Jose del Cabo. Em resposta, o governo implantou 1.000 polícia federal extra para a Península de Baja California. Uma série de "postos de controle policial" foi montada para evitar que saqueadores migrassem para La Paz, a capital e maior cidade do estado. Além disso, 15 os bairros organizaram seus próprios sistemas de segurança e muitos residentes compraram armas para proteção.
Dentro de nove dias após Odile, a energia foi fornecida a 95% dos clientes em toda a península e no início de outubro, a energia foi totalmente restaurada. Devido aos esforços de mais de 20.000 trabalhadores, todas as pontes destruídas foram reparadas em dois meses. Deduções fiscais também foram concedidas a todos os cidadãos em cinco municípios. Em 26 de setembro, o Walmart reabriu todas as lojas em San Jose Del Cabo. Em 3 de outubro, o primeiro navio de cruzeiro voltou ao estado. Sete dias depois, o aeroporto de San Jose Del Cabo retomou os voos internacionais. Dentro de sete semanas após Odile, 70% dos restaurantes e 80% das atividades recreativas retomaram as operações, e 3.000 os quartos do hotel estavam abertos. No final do ano, a maioria das instalações do parque de diversões Wild Canyon voltou ao normal.  No início Em 2015, vários hotéis da área do corredor de San Jose del Cabo já foram reconstruídos. No início de fevereiro, 80% de 14.000 quartos de hotel na área estavam disponíveis para uso. No entanto, as áreas do interior da cidade não se recuperaram tão rapidamente. A cidade turística de Cabo San Lucas não sofreu tantos danos quanto as áreas circundantes e, portanto, se recuperou rapidamente.  Em outro lugar, em Sonora, um estado de emergência foi declarado em 21 municípios.
Após o desastre, cerca de 500 trabalhadores foram implantados para fornecer 2.000 mantimentos para as vítimas. A Cruz Vermelha Mexicana coletou 163 t (163,000 kg) de ajuda às vítimas de Odile em parte devido aos esforços de 1.080 pessoas.  Cerca de 2.000 cestas básicas foram enviadas para a multiplicidade de Los Cabos em parte dos esforços de 500 voluntários. Cerca de 800 kits de higiene pessoal foram doados pela Cruz Vermelha Mexicana para ajudar 7.200 vítimas. O governo de Chiapas enviou mais 60 t (60,000 kg) de ajuda à Baja California Sur. A Associação Mexicana de Malta criou 170 abrigos temporários para evacuar as vítimas.

### Nome retirado
Como resultado dos danos e destruição causados pela tempestade no México, o nome Odile foi posteriormente retirado pela Organização Meteorológica Mundial (OMM) em 17 de abril de 2015 e nunca mais será usado para um furacão no Pacífico Oriental. Foi substituído pelo Odalys, usado pela primeira vez durante a temporada de furacões de 2020 no Pacífico.